# 久保成人
久保 成人（くぼ しげと）は、日本の運輸・国土交通官僚。元観光庁長官。

## 人物・経歴
大阪府出身。大阪府立北野高等学校を経て、1977年（昭和52年）京都大学法学部を卒業後、国家公務員上級甲種試験（法律）を受け、運輸省に入省。船舶局監理課配属。防衛庁教育訓練局訓練課員、運輸省運輸政策局政策課政策企画官や大臣官房文書課企画官、近畿運輸局企画部長、鉄道局総務課鉄道企画室長、航空局管制保安部保安企画課長などを歴任。2001年（平成13年）に国土交通省大臣官房広報課長に就任後、海事局海事産業課長、鉄道局幹線鉄道課長、大臣官房参事官（人事）、大臣官房人事課長、航空局監理部長、鉄道局次長、海上保安庁次長を経て、2010年（平成22年）8月、国土交通省鉄道局長。鉄道局長時代には、整備新幹線のうち北海道新幹線（新函館 - 札幌間212km）、北陸新幹線（金沢 - 敦賀間124km）、九州新幹線西九州ルート（長崎ルート、諫早 - 長崎間21km）の新規着工開始に奔走した。2012年（平成24年）9月、国土交通省大臣官房長。2013年6月11日から8月1日まで、大森雅夫の退官に伴い国土政策局長を兼任。2013年（平成25年）8月1日から観光庁長官。2015年（平成27年）9月10日退任。2016年（平成28年）6月、公益社団法人日本観光振興協会理事長に就任。2020年 (令和2年) 6月、日本観光振興協会理事長退任。

## 同期
- 盛山正仁（自由民主党衆議院議員、法務副大臣）
- 関水康司（12年国際海事機関事務局長）
- 前田隆平（13年駐スイス兼リヒテンシュタイン大使）
- 丸山研一（11年四国運輸局長）
- 辻岡明（全日本航空事業連合会理事長）